# Cyanocitta stelleri
Cyanocitta stelleri е вид птица от семейство Вранови (Corvidae).

## Разпространение
Видът е разпространен в Гватемала, Канада, Мексико, Никарагуа, Салвадор, САЩ и Хондурас.